# Sociedad Deportiva Juvenil de Ponteareas
La Sociedad Deportiva Juvenil de Ponteareas es un equipo de fútbol español del municipio gallego de Puenteareas, en la provincia de Pontevedra. El equipo original fue fundado en 1951 y se disolvió en 1964. En 1970 se refundó el equipo, que jugó la pasada temporada 2021-22 en el Grupo I de la Tercera División RFEF. Actualmente (temporada 2024-25) milita en el Grupo SUR de la Preferente Galicia.

## Historia
La primera SD Juvenil fue fundada el 17 de mayo de 1950 por cinco jóvenes que decidieron montar un club deportivo. Este fue fundado como Sociedad Deportiva, un club deportivo con varias disciplinas, entre las que destacaban el fútbol, el atletismo y el hockey sobre patines. El nombre del club, Juvenil, fue elegido en la década de 1950 ya que la mayoría de edad estaba fijada en 21 años y ninguno de los fundadores superaba los 20. En 1964 se disolvió el equipo de fútbol, que volvió a fundarse en 1970.

## Estadio
El equipo juega sus partidos como local en el campo municipal de fútbol de Pardellas.

## Datos del club
- Temporadas en 1.ª: 0
- Temporadas en 2.ª: 0
- Temporadas en 3a RFEF: 1
- Temporadas en 2ªB: 0
- Temporadas en 3.ª: 6

### Historial por temporadas
| Temporada | Nivel | Categoría | Puesto |
| --------- | ----- | --------- | ------ |
| 1953/54   | 4     | Serie A   | 3.º    |
| 1954/55   | 4     | Serie A   | 1.º    |
| 1955/56   | 3     | 3.ª       | 8.º    |
| 1956/57   | 3     | 3.ª       | 12.º   |
| 1957/58   | 3     | 3.ª       | 11.º   |
| 1958/59   | 3     | 3.ª       | 16.º   |

| Temporada | Nivel | Categoría | Puesto |
| --------- | ----- | --------- | ------ |
| 1959/60   | 4     | Serie A   | 3.º    |
| 1960/61   | 4     | Serie A   | 5.º    |
| 1961/62   | 4     | Serie A   | 3.º    |
| 1962/63   | 4     | Serie A   | 2.º    |
| 1963/64   | 4     | Serie A   | 8.º    |

| Temporada | Nivel | Categoría    | Puesto |
| --------- | ----- | ------------ | ------ |
| 1970/71   | 6     | 2.ª Comarcal | 6.º    |
| 1971/72   | 6     | 2.ª Comarcal | 2.º    |
| 1972/73   | 6     | 2.ª Comarcal | 6.º    |
| 1973/74   | 6     | 2.ª Comarcal | 8.º    |
| 1974/75   | 6     | 2.ª Comarcal | 3.º    |
| 1975/76   | 6     | 2.ª Comarcal | 6.ª    |
| 1976/77   | 6     | 2.ª Comarcal | 1.º    |
| 1977/78   | 6     | 1.ª Comarcal | 13.º   |
| 1978/79   | 7     | 2.ª Comarcal | 3.º    |
| 1979/80   | 7     | 2.ª Regional | 5.º    |
| 1980/81   | 7     | 2.ª Regional | 2.º    |
| 1981/82   | 6     | 1.ª Regional | 6.º    |
| 1982/83   | 6     | 1.ª Regional | 4.º    |
| 1983/84   | 6     | 1.ª Regional | 3.º    |
| 1984/85   | 6     | 1.ª Regional | 1.º    |
| 1985/86   | 5     | Preferente   | 4.º    |
| 1986/87   | 5     | Preferente   | 12.º   |
| 1987/88   | 5     | Preferente   | 2.ª    |

| Temporada | Nivel | Categoría    | Puesto |
| --------- | ----- | ------------ | ------ |
| 1988/89   | 4     | 3.ª          | 2.º    |
| 1989/90   | 4     | 3.ª          | 19.º   |
| 1990/91   | 5     | Preferente   | 3.º    |
| 1991/92   | 5     | Preferente   | 15.º   |
| 1992/93   | 5     | Preferente   | 18.º   |
| 1993/94   | 6     | 1.ª Regional | 1.º    |
| 1994/95   | 5     | Preferente   | 12.º   |
| 1995/96   | 5     | Preferente   | 18.º   |
| 1996/97   | 6     | 1.ª Regional | 15.º   |
| 1997/98   | 6     | 1.ª Regional | 6.º    |
| 1998/99   | 6     | 1.ª Regional | 9.º    |
| 1999/00   | 6     | 1.ª Regional | 12.º   |
| 2000/01   | 6     | 1.ª Regional | 17.º   |
| 2001/02   | 7     | 2.ª Regional | 10.º   |
| 2002/03   | 7     | 2.ª Regional | 1.º    |
| 2003/04   | 6     | 1.ª Regional | 5.º    |
| 2004/05   | 6     | 1.ª Regional | 9.º    |
| 2005/06   | 6     | 1.ª Regional | 4.º    |

| Temporada | Nivel | Categoría      | Puesto |
| --------- | ----- | -------------- | ------ |
| 2006/07   | 6     | 1.ª Autonómica | 3.º    |
| 2007/08   | 6     | 1.ª Autonómica | 18.º   |
| 2008/09   | 7     | 2.ª Autonómica | 2.º    |
| 2009/10   | 6     | 1.ª Autonómica | 17.º   |
| 2010/11   | 7     | 2.ª Autonómica | 16.º   |
| 2011/12   | 8     | 3.ª Autonómica | 2.º    |
| 2012/13   | 7     | 2.ª Autonómica | 16.º   |
| 2013/14   | 8     | 3.ª Autonómica | 2.º    |
| 2014/15   | 7     | 2.ª Autonómica | 1.º    |
| 2015/16   | 6     | 1.ª Autonómica | 5.º    |
| 2016/17   | 6     | 1.ª Galicia    | 12.º   |
| 2017/18   | 6     | 1.ª Galicia    | 3.º    |
| 2018/19   | 5     | Preferente     | 10.º   |
| 2019/20   | 5     | Preferente     | 11.º   |
| 2020/21   | 5     | Preferente     | 1.º    |
| 2021/22   | 5     | 3.ª RFEF       | 15.º   |
| 2022/23   | 5     | Preferente     |        |